# Casa de Mataplana

Escudo de armas del linaje de los Mataplana, según el Armorial de Gelre.

La casa de Mataplana era uno de los linajes más antiguos de la aristocracia militar catalana, cuyos orígenes se remontan a la leyenda de los nueve barones de la fama.

## Armas heráldicas
En campo de oro, un águila coronada y armada de sable, cargada al pecho con un escudo de argén. Véase que no coincide con la descripción dada por el Armorial de Gelre.

## Línea troncal de los Barones de Mataplana
- Hugo I de Mataplana, (documentado entre 1076-1089) quizás casado con Adelaida.
- Hugo II de Mataplana, (documentado entre 1112-1130) casado con Ermessenda d'Empúries
- Bernardo de Mataplana, casado con Estefania
- Hugo III de Mataplana, casado con Beatriu
- Guillermo de Mataplana, casado con Dolça
- Ponç de Mataplana, (muerto entre el 1180-1185) protagonista de cantares del trovador Guillem de Bergadá
- Hugo IV de Mataplana, casado con Guillema de Sales
- Hugo V de Mataplana, (muerto el 1229)
- Hugo VI de Mataplana o Ponç Hug
  - Blanca de Mataplana, casada amb Galceran II d'Urtx (morta el 1290)

## Línea Urtx-Mataplana
- Ramón II d'Urtx, casado con Esclarmonda de Conat (también nconocida como Esclarmonda de Pallars)
  - Ramón d'Urtx
  - Hugo VII de Mataplana (o Hugo I de Pallars Sobirá) (muerto el 1328), casado con la condesa Sibil·la I de Pallars Sobirà
    - Hugo VIII de Mataplana casado con Berenguera, que murió sin descendencia (muerto el 1321)

### Condes de Pallars
- Hugo VII de Mataplana (o Hugo I de Pallars Sobirá) (muerto el 1328), casat amb la comtessa Sibil·la I de Pallars Sobirà
- Arnau Roger II de Pallars Sobirá (muerto el 1343)
- Ramón Roger II de Pallars Sobirá (muerto el 1350)
- Artau Roger de Pallars Sobirá
- Hugo Roger I de Pallars Sobirá (1350-1366)
- Jaime Roger de Pallars Sobirá, último en heredar la baronía de Mataplana, que en 1373 vendió a Pere Galceran de Pinós
- Arnau Roger III de Pallars Sobirá (1366-1369)
- Hugo Roger II de Pallars Sobirá (1369-1416)
- Roger Bernat I de Pallars Sobirá (1416-1424)
- Bernardo Roger I de Pallars Sobirá (1424-1442)
- Arnau Roger IV de Pallars Sobirá (1442-1451)
- Hugo Roger III de Pallars Sobirá (1451-1491)
  - Elisabet de Pallars Sobirá
  - Joana de Pallars Sobirá

## Rama secundaria de los Mataplana
- Huguet de Mataplana, casado con Sança y trovador
- Huguet de Mataplana, hijo de Hugo y Elisenda, y presente durante la Conquista de Mallorca